# Sandra James
Sandra James es una deportista zimbabuense que compitió en atletismo adaptado, natación adaptada, bolos sobre hierba adaptado y tenis de mesa adaptado. Ganó once medallas en los Juegos Paralímpicos de Verano en los años 1972 y 1980.

## Palmarés internacional
| Representando a Rodesia del Sur |                       |                   |             |
| Juegos Paralímpicos             |                       |                   |             |
| Año                             | Lugar                 | Medalla           | Prueba      |
| 1972                            | Heidelberg (RFA)      | Medalla de oro    | Jabalina 1A |
| 1972                            | Heidelberg (RFA)      | Medalla de plata  | Peso 1A     |
| 1972                            | Heidelberg (RFA)      | Medalla de bronce | Disco 1A    |
| Representando a Zimbabue        |                       |                   |             |
| Juegos Paralímpicos             |                       |                   |             |
| Año                             | Lugar                 | Medalla           | Prueba      |
| 1980                            | Arnhem (Países Bajos) | Medalla de plata  | Disco 1A    |
| 1980                            | Arnhem (Países Bajos) | Medalla de plata  | Maza 1A     |
| 1980                            | Arnhem (Países Bajos) | Medalla de plata  | Peso 1A     |

| Representando a Rodesia del Sur |                       |                  |               |
| Juegos Paralímpicos             |                       |                  |               |
| Año                             | Lugar                 | Medalla          | Prueba        |
| 1972                            | Heidelberg (RFA)      | Medalla de oro   | 25 m libre 1A |
| 1972                            | Heidelberg (RFA)      | Medalla de plata | 25 m braza 1A |
| Representando a Zimbabue        |                       |                  |               |
| Juegos Paralímpicos             |                       |                  |               |
| Año                             | Lugar                 | Medalla          | Prueba        |
| 1980                            | Arnhem (Países Bajos) | Medalla de plata | 25 m braza 1A |

| Representando a Zimbabue |                       |                  |              |
| Juegos Paralímpicos      |                       |                  |              |
| Año                      | Lugar                 | Medalla          | Prueba       |
| 1980                     | Arnhem (Países Bajos) | Medalla de plata | Dobles 1A-1B |

| Representando a Zimbabue |                       |                  |               |
| Juegos Paralímpicos      |                       |                  |               |
| Año                      | Lugar                 | Medalla          | Prueba        |
| 1980                     | Arnhem (Países Bajos) | Medalla de plata | Individual 1A |